# Куртене, Хью, 10-й граф Девон
Хью де Куртене (англ. Hugh de Courtenay; 12 июля 1303 — 2 мая 1377, Эксетер, Девон, Королевство Англия) — английский аристократ, 2/10-й граф Девон, 2-й барон Куртене. Участвовал в войнах с Шотландией и Францией.

## Биография
Хью де Куртене был сыном 1/9-го графа Девона того же имени и Изабеллы де Сент-Джон. Он принадлежал к знатному роду, владевшему обширными владениями в Девоншире. Его отец получил титул графа Девона как потомок по женской линии Ревьерсов, носивших этот титул в XII—XIII веках. В 1325 году Хью заключил почётный брак: его женой стала Маргарет де Богун, дочь Хамфри де Богуна, 4-го графа Херефорда, и Элизабет Рудланской, дочери Эдуарда I; таким образом, Маргарет приходилась родной племянницей тогдашнему королю Эдуарду II. 20 января 1327 года 23-летний Хью стал рыцарем-баннеретом. В этом качестве он сражался при Халидон-Хилле в 1333 году, где Эдуард III разгромил шотландцев. В 1337 году, ещё при жизни отца, Хью был вызван в парламент как лорд Куртене; в 1339 году он совместно с отцом разбил французов, высадившихся в Корнуолле, а годом позже, после смерти отца, унаследовал его владения и графский титул.
В 1342 году Куртене в составе армии Эдуарда III высадился в Бресте и принял участие в войне за бретонское наследство. Источники сообщают об участии Хью де Куртене в турнире в Личфилде в апреле 1347 года, но 10-й граф Девон именно в этом году получил освобождение от военной службы в силу телесной немощи, и примерно тогда же — освобождение от обязанности присутствовать в парламенте, так что, возможно, это был один из его сыновей.
Позже Куртене сражался при Пуатье. В 1373 году Эдуард III назначил его главным смотрителем королевского леса в Девоне.
Куртене смог расширить свои владения за счёт брака: приданым Маргарет де Богун был манор Паудерем в Девоншире, а после смерти её бездетного брата Хамфри граф Девон получил ещё часть земель Богунов. Тем не менее он оставался одним из наиболее бедных графов Англии. Хью де Куртене умер 2 мая 1377 года и был похоронен в Эксетерском соборе. Поскольку он пережил двух старших сыновей, его наследником стал внук Эдуард.

## Семья
Хью де Куртене был женат на Маргарет де Богун, дочери Хамфри де Богуна, 4-го графа Херефорда, и Элизабет Рудланской. В этом браке родились 17 детей, среди них:
- сэр Хью де Куртене (1327 — до 1349)[4];
- Томас де Куртене (1329/31 — ?), клирик;
- сэр Эдуард де Куртене из Годлингтона (1331—1368/71), отец Эдуарда де Куртене, 3/11-го графа Девона;
- Роберт де Куртене из Моретона;
- Уильям де Куртене (примерно 1342—1396), архиепископ Кентерберийский;
- сэр Филипп де Куртене из Паудерема (примерно 1355—1406);
- сэр Петер де Куртене (умер в 1405);
- Хамфри де Куртене;
- Маргарет де Куртене (1326—1385); муж — Джон де Кобем, 3-й барон Кобем из Кента;
- Элизабет (умерла в 1395); 1-й муж — сэр Джон де Вер; 2-й муж — сэр Эндрю Латтрелл[4];
- Кэтрин де Куртене (умерла в 1399); муж — Томас Энген, 2-й барон Энген;
- Энн де Куртене[4];
- Джоанна де Куртене; муж — сэр Джон Чеверстон[7].